# Bauer y Sigel
Bauer y Sigel es una localidad argentina ubicada en el departamento Castellanos de la provincia de Santa Fe. Se encuentra sobre la ruta provincial 22, 25 km al norte de San Francisco.
Fue fundada por Wilhem Bauer y Johan Sigel en 1882. La comuna se creó en 1898. En 1908 se habilitó la estación de ferrocarril pero la misma dejó de funcionar al poco tiempo. Cuenta con una institución deportiva denominada Juventud Unida. La localidad forma parte del corredor turístico para visitar templos católicos rurales de la zona, encontrándose en esta localidad la capilla de San Roque erigida en 1910.

## Población
Cuenta con 614 habitantes (Indec, 2010), lo que representa una suba frente a los 519 habitantes (Indec, 2001) del censo anterior.
| Gráfica de evolución demográfica de Bauer y Sigel entre 1991 y 2010 |
|                                                                     |
| Fuente: Censos nacionales del INDEC                                 |